# Sèhouè
Sèhouè est un arrondissement de la commune de Toffo localisé dans le département de l'Atlantique au Sud-Bénin.

## Histoire
Sèhouè devient officiellement un arrondissement de la commune de Toffo le 27 mai 2013 après la délibération et l'adoption par l'assemblée nationale du bénin en sa séance du 15 février 2013 de la loi n° 2013-O5 du 15/02/2013 portant création, organisation, attribution et fonctionnement des unités administrative locale en république du Bénin.

## Administration
Sèhouè fait partie des 10 arrondissements que compte la commune de Toffo. Il est composé de 09 villages et quartiers de ville que sont: 
- Agaga
- Aclomè
- Agbozounkpa
- Bakanmè
- Aklissa
- Fandji
- Somè
- Vodjè
- Zoungamè[4]

## Population
Selon le Recensement Générale de la Population et de l'Habitation(RGPH4) de Institut National de Statistique et de l'Analyse Économique(INSAE) au Bénin de 2013.
| Indicateur           | 2013   |
| -------------------- | ------ |
| Nombre de ménages    | 3 544  |
| Population féminine  | 8 587  |
| Population masculine | 7 852  |
| Population totale    | 16 439 |